# Tu rebelde ternura
Tu rebelde ternura é uma telenovela argentina produzida pela Pol-ka Producciones e exibida pelo Canal 13 entre outubro de 1975 e junho de 1976.

## Elenco
- Soledad Silveyra
- Antonio Grimau
- Olga Zubarry
- Eva Donge
- Héctor Pellegrini
- Luis Medina Castro